# Wassili Semjonowitsch Lanowoi

Wassili Lanowoi (2009)

Wassili Semjonowitsch Lanowoi (russisch Василий Семёнович Лановой; * 16. Januar 1934 in Moskau; † 28. Januar 2021 ebenda) war ein sowjetischer bzw. russischer Theater- und Filmschauspieler und Theaterlehrer. Ab 1957 war er Schauspieler im Wachtangow-Theater in Moskau.

## Schauspielkarriere
Lanowoi erlangte Berühmtheit durch das Spielen von mutigen, schneidigen Charakteren, die heldenhafte Tapferkeit mit einer für russische Helden typischen Sensibilität verbanden, eine Tendenz, die in vielen seiner frühen Arbeiten, wie Reifezeugnis (1954) und Wie der Stahl gehärtet wurde (1956), deutlich wurde.
Zu Lanowois zahlreichen Filmrollen aus den 1960er-Jahren gehören Anatol Kuragin in Sergei Bondartschuks Krieg und Frieden (1966) und Graf Wronskij in Alexander Sarchis Tolstoi-Verfilmung Anna Karenina (1967). Zu dieser Zeit hat er versucht, komplexe psychologische Porträts seiner Charaktere zu erstellen.
Am bekanntesten ist er jedoch für seine Rollen in populären sowjetischen Filmen der 1970er Jahre zum Thema des Zweiten Weltkriegs. Lanowoi verkörperte Ivan Varavva, eine der Hauptfiguren der 1971 erschienenen Saga Offiziere, die für die Offiziere der Sowjetarmee zu einem lebensbejahenden Film wurde. Er spielte auch eine Nebenrolle als SS-General Karl Wolff in der Kult-Spionage-TV-Serie Siebzehn Augenblicke des Frühlings (1973).

## Privatleben
Lanowoi wurde in eine Familie ukrainischer Bauern geboren. Seine Eltern, die ursprünglich aus dem Gebiet Odessa stammten, flohen vor der Holodomor nach Moskau. Die nationalsozialistisch-rumänische Besetzung des Zweiten Weltkriegs traf jedoch Wassili in der Südukraine mit seinen Dorfverwandten, während seine Eltern als Arbeiter eines militärisch wichtigen Industrieunternehmens rechtzeitig in den Osten der Sowjetunion evakuiert wurden.
Lanowoi war von 1972 bis zu seinem Tode mit Irina Kuptschenko verheiratet, die selbst eine berühmte sowjetische Schauspielerin ist und in Kiew studiert hat. Seine erste Frau war von 1955 bis 1958 Tatjana Samoilowa, die für ihre Hauptrollen in Die Kraniche ziehen und Anna Karenina bekannt ist.

## Politik
Er kritisierte 2014 die ukrainischen Euromaidan-Demonstrationen und behauptete, dass die Vereinigten Staaten die Ukrainer zu ihrem eigenen politischen Gewinn nutzten.
2014 unterzeichnete er eine Petition zur Unterstützung der völkerrechtswidrigen Annexion der Krim. Dafür wurde ihm die Einreise in die Ukraine untersagt.

## Ehrungen und Auszeichnungen
- 1971 – Bester Schauspieler des Jahres nach der Umfrage der Zeitschrift „Sowjetische Bildschirm“ (Советский экран) (für den Film „Offiziere“)
- 1978 – Volkskünstler der RSFSR
- 1980 – Leninpreis für die Teilnahme am Dokumentarfilm Der Große Vaterländische Krieg
- 1985 – Volkskünstler der UdSSR
- 1994 – Orden der Völkerfreundschaft
- 2001 – Orden der Ehre
- 2004 – Verdienstorden für das Vaterland 4. Klasse – für seinen großen Beitrag zur Entwicklung der Theaterkunst
- 2004 – Verdienstorden (Ukraine) 3. Klasse (Ukraine) – für hohe Professionalität und erheblichen Beitrag zur Entwicklung der russisch-ukrainischen Kulturbeziehungen
- 2008 – Verdienstorden für das Vaterland 3. Klasse – für seinen Beitrag zur Entwicklung der heimischen Theater- und Filmkunst, eine mehrjährige Sozialarbeit
- 2008 – Sonderpreis des belarussischen Präsidenten „für die Erhaltung und Weiterentwicklung der Spiritualitätstraditionen im Kino“
- 2019 – Held der Arbeit der Russischen Föderation[5]
- 2019 – Goldene Maske

## Filmografie (Auswahl)
- 1954 – Reifezeugnis (Аттестат зрелости)
- 1956 – Wie der Stahl gehärtet wurde (Павел Корчагин)
- 1961 – Das purpurrote Segel (Алые паруса)
- 1961 – Rette sich, wer kann! (Полосатый рейс)
- 1966 – Krieg und Frieden (Война и мир)
- 1967 – Anna Karenina (Анна Каренина)
- 1968 – Solaris (Солярис)
- 1971 – Offiziere (Офицеры)
- 1973 – Siebzehn Augenblicke des Frühlings (Семнадцать мгновений весны)